# Gabriella Poli
Gabriella Poli (Torino, 5 marzo 1920 – Torino, 14 novembre 2012) è stata una giornalista italiana.
Capocronista del quotidiano La Stampa tra il 1977 e il 1981, fu la prima donna a rivestire quel ruolo in Italia.

## Biografia

### Giovinezza
Gabriella Poli nasce in una famiglia borghese di Torino, il padre Cesare avvocato e giudice, la madre Elda Brocadello, la sorella minore Elena. Il 6 dicembre 1941 discute la tesi sul poeta latino Claudio Claudiano ottenendo la laurea in lettere con lode e dignità di stampa a soli 21 anni di età. Cinque giorni più tardi il conseguimento del titolo, muore il padre colpito da infarto.

### La guerra
A causa dei numerosi bombardamenti su Torino, con la madre e la sorella, si trasferisce in Valtournanche dove comincia ad insegnare ai ragazzi sfollati dalle grandi città e dove inizia l’attività giornalistica collaborando alla stampa clandestina durante la Resistenza. Staffetta partigiana, in quegli anni si lega a Giorgio Vajani, giovane medico milanese anch’egli partigiano, che sarà ucciso dalle Brigate Nere il 27 aprile 1945. Quasi un anno più tardi scriverà per il mensile “Agorà” un articolo su quella morte.

### Dal dopo guerra ai primi anni sessanta
Terminata la guerra torna a Torino, trova il primo impiego come redattrice nella rivista Agorà.
Nel 1947 viene chiamata al “Sempre avanti!” dove, come cronista, si occupa di Interni ed Esteri.
Il 1 gennaio 1948 diventa giornalista professionista e l’anno successivo viene assunta all'Avanti, organo di stampa del Partito Socialista Italiano, unica donna in redazione con l’incarico di seguire la cronaca bianca. Si occupa della scuola, della politica della Città di Torino che tenta di risollevarsi dopo gli eventi bellici. 
Nel 1951 viene inviata in Polesine per un servizio giornalistico sugli effetti della devastante alluvione che colpì gran parte del territorio della provincia di Rovigo. Nel 1954 ottenne l'incarico di raccontare la cerimonia commemorativa nel campo di sterminio di Buchenwald, esperienza che lei stessa definisce straordinaria e dove nasce l’amicizia con Primo Levi durata 33 anni e cresciuta in ambito professionale. L'Avanti era molto attento ai convegni, congressi, mostre della deportazione e a tutte le manifestazioni antifasciste a cui Primo Levi presenziava come testimone e Gabriella Poli come giornalista.
Nel 1955 viene assunta da La Stampa. L’allora direttore Giulio De Benedetti, le concede sei mesi di prova nella Cronaca prima di sottoscriverle il contratto, dove viene diretta da Ferruccio Borio. Il primo articolo firmato dalla Poli è della fine del 1963.
Negli stessi anni cura per UTET l’edizione italiana di Teresa Raquin di Emile Zola di cui è anche traduttrice.

### Le inchieste e il ruolo di prima capocronista donna in Italia
Nel 1965 firmò, dopo dieci anni di anonimato, il racconto della separazione chirurgica delle gemelle siamesi Giuseppina e Santina Foglia all’ospedale Regina Margherita e con successivi articoli il seguito di quel miracolo della medicina.
Nel 1967 venne nominata caposervizio della sezione Cronaca della Stampa di quegli anni. 
Nel 1968, la direzione del giornale La Stampa passa ad Alberto Ronchey e Gabriella Poli, nel ruolo di caposervizio, acquisì la direzione della rubrica “Specchio dei Tempi”. Pochi mesi dopo le venne riconosciuto ufficialmente il ruolo che esercitava da tempo, e venne promossa vice-capocronista. Il nuovo Direttore la inviò a Detroit per condurre un’inchiesta sulla capitale dell’automobile americana che aveva molte analogie con Torino. Ne scaturisce un lavoro costituito da dodici articoli lanciati sul quotidiano il 4 dicembre del 1969 e pubblicati sull’”Illustrato FIAT”.
In occasione dell’iniziativa “Un sorriso per Natale”, raccolta offerte per le famiglie in difficoltà lanciata in seno alla rubrica Specchio dei Tempi, emerse dal pubblico una domanda a cui Gabriella Poli rispose con un’inchiesta dal titolo “Perché i poveri fanno tanti figli?”. Del reportage in cinque puntate parlarono diffusamente tutte le maggiori testate italiane. Con questo lavoro Gabriella Poli ottenne il Premio Giornalistico Saint Vincent per il miglior servizio di cronaca dell’anno 1972 che, a maggio dell’anno successivo, le viene consegnato al Quirinale dall’allora Presidente della Repubblica Giovanni Leone.
Con la direzione di La Stampa di Arrigo Levi, nel 1973 realizzò un'inchiesta sull'Unione Sovietica, sulle città di Mosca e Volvograd.  Alla fine del 1977, all'età di 56 anni, Arrigo Levi le affidò la guida della cronaca di Torino, allora considerata la migliore d’Italia. Contava 30 giornalisti di cui 3 donne. Quella nomina costituisce un fatto rivoluzionario per il giornalismo italiano.
Il percorso giornalistico di Gabriella Poli a La Stampa si concluse il 30 settembre 1981 per sua richiesta.
Alla sua morte, il 14 novembre 2012, La Stampa pubblicò un articolo richiamando il primato di prima giornalista e prima e unica capocronista de La Stampa. Il percorso e il rilievo della professionalità espressa in campo giornalistico da Gabriella Poli continua ad essere approfondito da articoli e giornate di studio. Le è stato riconosciuto posto tra i maestri del giornalismo del novecento italiano. A lei è dedicata dal 2014 una teca negli spazi espositivi del museo della Stampa a Torino.

### L'amicizia con Primo Levi
Nel 1954 Gabriella Poli si reca nei luoghi della tragedia dello sterminio in un viaggio di lavoro a Buchenwald, occasione nella quale incontra per la prima volta Primo Levi. Dopo quel viaggio le opportunità di incontro sono costituite da manifestazioni e commemorazioni; frequenti sono gli scambi di opinione su fatti, libri e recensioni. 
Gabriella lo introduce a La Stampa di cui dal 1975 Levi diventa collaboratore. Lei aveva il privilegio di far parte di quella piccola cerchia di amici-colleghi ai quali Levi sottoponeva i suoi scritti prima che venissero stampati. Dalla lunga frequentazione nasce il libro pensato con il collega Giorgio Calcagno e da lei scritto “Echi di una voce perduta”. È un autoritratto costruito come un mosaico, riunendo le tessere che si erano sparpagliate su giornali e riviste, in nastri radiofonici e televisivi, rapporti di conferenze, registrazione di dibattiti, incontri con studenti, memorie di colloqui personali. L’amicizia tra i due intellettuali durò fino alla morte di Levi. Una testimonianza del legame è costituito dal fondo donato al Centro internazionale di studi Primo Levi nel dicembre 2008, che conserva la documentazione raccolta da Gabriella Poli dal 1955 al 2008. Il materiale è costituito da libri, ritagli stampa, lettere, manoscritti, dattiloscritti, fotografie, registrazioni su nastro (documenti da proiettare).
Un cippo in memoria della prigionia di Primo Levi in campo di concentramento è stato posato per volontà di Gabriella Poli nel parco Keren Kayemeth in Israele nel 2012.

## Opere
- Gabriella Poli, Era uno di quelli che non dovevano morire, in Agorà: letteratura, arti figurative, architettura, musica, n.2 febbraio 1946, Tip. Teca-Tip. ed. Commerciale artistica, Torino.
- Gabriella Poli, Introduzione, in Émile Zola, Teresa Raquin,  Torino, Unione Tipografico Editrice Torinese, 1958
- Gabriella Poli, Giorgio Calcagno, Echi di una voce perduta : incontri, interviste e conversazioni con Primo Levi,  Milano, Mursia, 1992
- Gabriella Poli, La memoria come impegno e come lotta, in Rosa Brambilla, Giuseppe Cacciatore (a cura di), Primo Levi: la dignità dell’uomo, Atti del seminario di studio di Assisi, 20-23 novembre 1994, Assisi, Cittadella, 1995.
- Gabriella Poli, Prefazione, in Giancarlo Borri (a cura di), Liberi dal '68, da Pannunzio al Centro Pannunzio,  Torino, Centro Pannunzio, 1998

## Riconoscimenti
- Nel 1972 riceve il 21º Premio Giornalistico Saint Vincent per il miglior servizio di cronaca dell'anno.[18]
- Nel dicembre 2008 avviene la costituzione del Fondo "Gabriella Poli", Sezione Primo Levi (1955-2008), depositato al Centro Internazionale di studi Primo Levi, via del Carmine 13, Torino.
- Il 14 novembre 2013 ad un anno dalla morte di Gabriella Poli il Centro Studi Sereno Regis inaugura una struttura multimediale dedicata all’arte e alla ricerca per la pace e la intitola a Gabriella Poli, prima giornalista capocronista in Italia. Diego Novelli interviene con un proprio contributo in memoria di Gabriella Poli.[19]
- Il 6 dicembre 2014 si inaugura la teca dedicata a Gabriella Poli negli spazi espositivi di Spazio La Stampa, via Lugaro 15 Torino.[20]
- Il 28 marzo 2017 viene presentata l’edizione francese del libro “Echi di una voce perduta” presso il Circolo della Stampa, Palazzo Ceriana Mayneri, corso Stati Uniti 27 a Torino. Maria Teresa Martinengo e Alberto Sinigaglia intervengono con un contributo in memoria di Gabriella Poli.[21]
- Il 29 maggio 2019 è dedicata alla memoria di Gabriella Poli la scuola statale primaria di via Fiocchetto 29, Torino[22]
- Il 5 marzo 2020 l’Ordine dei giornalisti del Piemonte celebra il centenario dalla nascita di Gabriella Poli con un seminario tenutosi presso il Circolo della Stampa, Palazzo Ceriana Mayneri, Corso Stati Uniti 27 a Torino.